# Ville-Dommange
Ville-Dommange é uma comuna francesa na região administrativa do Grande Leste, no departamento de Marne. Estende-se por uma área de 3.4 km², e possui 400 habitantes, segundo o censo de 2018, com uma densidade de 120 hab/km².